# For(N)ever
For(n)ever — четвертый студийный альбом американской рок-группы Hoobastank, выпущен 27 января 2009 года на лейбле Island Records.

## Об альбоме
В октябре 2007 года вокалист Дуглас Роб оставил сообщение на официальном сайте группы: «Для следующего альбома мы установили очень высокую планку» и что у них: «Есть больше идей при записи пластинки, чем когда-либо прежде». 2 июня 2008 на сайте группы появилась информация, что альбом почти дописан и дата выпуска будет объявлена в течение нескольких следующих недель. Но следующая информация об альбоме поступила лишь 19 сентября: на MySpace Роб снова объявил, что «новый альбом Hoobastank почти сделан».
13 октября 2008 года вышел сингл «My Turn». Композиция стала главной темой TNA Wrestling's Destination X 2009. Сама пластинка вышла 27 января 2009 года и дебютировала на 26 месте в Billboard 200, на 4 месте в Billboard Alternative Albums. Следом был выпущен сингл «So Close, So Far».
19 июня в Австралии вышел сингл и клип «The Letter», записанный дуэтом с Ванессой Амороси. До этого песня была представлена в альбоме For(n)ever в оригинальной версии. Сингл поднялся в национальном австралийском чарте до 39 места.
Звучание группы снова подтверглось хоть и небольшому, но заметному изменению — оно стало более резким и пост-гранжевым, местами сырым и смелым. звук балансирует на грани между пост-гранжем и поп-роком, а сам альбом просто изобилует потенциальными хитами".
Композиция «I Don’t Think I Love You» вошла в саундтрек к фильму Трансформеры: Месть падших.

## Список композиций
| №   | Название                                                                    | Длительность |
| --- | --------------------------------------------------------------------------- | ------------ |
| 1.  | «My Turn»                                                                   | 3:10         |
| 2.  | «I Don't Think I Love You»                                                  | 3:41         |
| 3.  | «So Close, So Far»                                                          | 3:17         |
| 4.  | «All About You»                                                             | 2:58         |
| 5.  | «The Letter» (Дуэт с Vanessa Amorosi в австралийской и европейской версиях) | 3:57         |
| 6.  | «Tears of Yesterday»                                                        | 3:59         |
| 7.  | «Sick of Hanging On»                                                        | 3:15         |
| 8.  | «You're the One»                                                            | 3:58         |
| 9.  | «Who the Hell Am I?»                                                        | 4:02         |
| 10. | «You Need to be Here»                                                       | 3:04         |
| 11. | «Gone Gone Gone»                                                            | 3:37         |
| 12. | «Replace You (Japan bonus track)»                                           | 4:20         |
| 13. | «Stay With Me (Japan bonus track)»                                          | 4:07         |

## Чарты
| Чарт                    | Позиция |
| ----------------------- | ------- |
| U.S. Billboard 200      | 26      |
| Australian Albums Chart | 88      |
| Japanese Albums Chart   | 6       |

## Участники записи
- Дуглас Роб — вокал
- Дэн Эстрин — электрогитара, акустическая гитара
- Мэтт Маккензи — бас-гитара
- Крис Хессе — ударные